# Žaga (film)
Žaga (izvirni angleški naslov Saw) je ameriška psihološka grozljivka iz leta 2004, delo filmskega režiserja Jamesa Wana, ki je tudi prvo njegovo delo. Scenarij je napisal Leigh Whannell po njegovi in Wanovi zgodbi. V filmu igrajo Cary Elwes, Danny Glover, Monica Potter, Michael Emerson, Ken Leung, Tobin Bell in Leigh Whannell. Elwes in Whannell igrata dva moža, ki se priklenjena zbudita v veliki zanemarjeni kopalnici, kjer eden mora ubiti drugega ali pa bo umrla njegova družina. Film je prvi izmed sedmih delov filmske serije Žaga (Saw). 
Scenarij sta Whannel in Wan napisala že leta 2001, vendar ker v rodni Avstraliji nista našla producenta sta morala odpotovati v Los Angeles. Da bi bolj pritegnila producente sta posnela kratek nizko proračunski istoimenski kratek film. To je obrodilo sadove in film je bil z majhnim proračunom posnet v 18. dneh. 
Žaga je bila prvič prikazana 19. januarja 2004. Pravice je dobil distributer Lionsgate in ga izdal v ZDA in Kanadi 29. oktobra 2004. Odzivi kritikov so bili mešani in drugačni drug od drugega. Čeprav je imela nizek proračun, je Žaga zaslužila več kot 100 milijonov $ po celem svetu in do takrat postala najbolj dobičkonosna grozljivka od Krika (Scream) iz leta 1996. Njen uspeh je prižgal zeleno luč za nadaljevanje, ki je bilo izdano oktobra 2005.
Lionsagte je film ponovno izdalo na filmska platna 31. oktobra 2014, za njihovo 10. obletnico.

## Vsebina
Fotograf Adam se zbudi v kadi v veliki zanemarjeni kopalnici, kjer je z verigo na gležnju priklenjen na vodovodno cev. Lawrence Gordon je onkolog, ki je prav tako priklenjen na drugi strani sobe. Med njima leži truplo, ki v roki drži revolver in majhen predvajalnik. Oba imata v žepu kaseto, in Adam le ujame predvajalnik. Adamova kaseta govori, da naj pobegne iz kopalnice, medtem ko Lawrencova govori naj ubije Adama do šeste ure, ali pa bosta njegova žena in hči umrli, on pa bo za vedno ostal priklenjen. Adam najde znotraj straniščne školjke dve žagi. Ko poskušata prežagati verige, se Adamova zlomi in odvrže jo v ogledalo. Lawrence nato ugotovi, da žagi nista bili namenjeni za verigi, temveč za njuna stopala, in da jima je to storil morilec Jigsaw, za katerega Lawrence ve, ker je bil pet mesecev osumljenec.
Lawrence se spominja kako je enkrat med opisovanjem možganskega tumorja, pacienta Johna, kot ga je predstavil uslužbenec Zep Hindle, bil obiskan s strani detektivov Davida Tappa in Stevena Singa, ki sta na kraju Jigsawove ''igre'' našla njegovo svetilko. Ko potrdijo njegov alibi, Lawrence prisluhne zgodbi edine preživele, odvisnice od heroina Amande Young, ki verjame da ji je Jigsaw pomagal.
Medtem ima Zep Alison in Diano Gordon za talke pri njih doma, in opazuje Adama in Lawrenca skozi kamero, ki se nahaja za ogledalom v kopalnici. Hišo medtem skrbno opazuje Tapp, ki os ga odpustili iz policije. Spomini pokažejo, da je Tapp potem, ko je slišal Amandino zgodbo, postal obseden s primerom. Ko je našel Jigsawovo skrivališče s pomočjo kasete, ki so jo našli na kraju zločina, sta se tja skupaj s Singom odpravila. Tam sta Jigsawa ujela in rešila moža pred eno izmed njegovih pasti. Jigsaw vreže Tappov vrat in pobegne, Sing pa aktivira past, ki je povezana s puško, ki ga ubije. Prepričan, da je Lawrence Jigsaw, ga Tapp zasleduje na vsakem koraku.
V kopalnici, Lawrence najde škatlo v kateri je vžigalnik, dve cigareti in mobilni telefon, ki samo sprejema klice. Nato se spomni, da ga je v parkirni hiši ugrabil neznanec s prašičjo masko. Potem poskusita zaigrati Adamovo smrt, s pomočjo v ''zastrupljeno'' kri iz trupla, pomočeno cigareto, vendar načrt propade, ko Adama strese elektrika skozi verigo. Adam se nato spomni, da se je zbudil doma, ko je zmanjkalo elektrike in ga je nenadoma napadel neznanec s podobno prašičjo masko. Takrat Zep prisili Alison, da pokliče Lawrenca in mu pove, da naj ne zaupa Adamu, ki prizna da je bil najet, da ga fotografira. Adam prizna tudi, da ve za Lawrencove afere s študentkami; Lawrence je bil na dan ugrabitve tudi z eno. Ko Adam opiše moža, ki ga je najel, Lawrence spozna, da ga je najel Tapp. Adam nato najde fotografijo, ki je ni posnel, na njej pa je mož, ki gleda skozi okno Lawrencove hiše. Slednji ugotovi, da je to Zep. Ura nato odbije šest.
Alison se nato osvobodi in pokliče Lawrenca še enkrat, toda se začne boriti z Zepom za pištolo. Tapp to opazi in prihiti na pomoč. Reši Gordonove in sledi Zepu, ki ga ustreli. Lawrence, ki sliši samo krike in strele, ne doseže več mobilnika, in si v depresiji odreže stopalo in ustreli Adama z revolverjem, ki ga ima truplo v rokah. Zep pride v kopalnico, da bi ubil Lawrenca vendar, ga podere Adam in ga do smrti pretepe s pokrovom straniščne školjke, saj je le lažje ranjen. Lawrence se odvleče iz sobe po pomoč, Adam pa v Zepovih žepih išče ključe, toda najde še eno kaseto, ki pojasni, da je Zep le še ena žrtev, ki mora slediti navodilom igre ali pa bo umrl zaradi strupa, ki se pretaka po njegovi krvi. Ko se kaseta konča, ''truplo'' vstane, in pokaže da je to Lawrencov pacient John, ki je pravi Jigsaw. Pove, da je ključ verig v kadi, ki pa je bil posesan v vodovod, ko se je Adam zbudil. Z elektriko strese Adama, ki tako izgubi Zepovo pištolo. Ugasne luči, zapre vrata kopalnice in pusti Adama umreti.

## Igralci
- Leigh Whannell kot Adam Stanheight
- Cary Elwes kot dr. Lawrence Gordon
- Danny Glover kot David Tapp
- Ken Leung kot detektiv Steven Sing
- Dina Meyer kot detektivka Allison Kerry
- Mike Butters kot Paul Leahy
- Paul Gutrecht kot Mark Wilson
- Michael Emerson kot Zep Hindle
- Benito Martinez kot Brett
- Shawnee Smith kot Amanda Young
- Makenzie Vega kot Diana Gordon
- Monica Potter kot Alison Gordon
- Ned Bellamy kot Jeff Ridenhour
- Alexandra Bokyun Chun kot Carla
- Tobin Bell kot John Kramer
- Oren Koules kot Donnie Greco